# I10指數
i10指數（i10-index）是Google学术搜索所發明，評量學者學術影響程度的度量 ，是指其出版論文中，引用次數至少10次的論文篇數。

## 例子
查尔斯·达尔文的論文，有331篇被引用至少10次，因此查尔斯·达尔文的i10指數為331。

## i10指數≥10的著名學者
- 理查德·道金斯（419）[3]
- 理查德·J·埃文斯（161）[4]
- 迪特·波爾（英语：Dieter Pohl (historian)）（38）[5]
- 楊·格拉博夫斯基（英语：Jan Grabowski (historian)）（28）[6]
- 喬安娜·米奇（英语：Joanna Michlic）（27）[7]
- 伊雷娜·格魯津斯卡-格羅斯（英语：Irena Grudzińska-Gross） (26)[8]
- 芮妮·波茲南斯基（英语：Renée Poznanski）（18）[9]
- 大衛·赫什（英语：David Hirsh）（16）[10]